# Rhynchospora longifolia
Rhynchospora longifolia är en halvgräsart som beskrevs av Johann Otto Boeckeler. Rhynchospora longifolia ingår i släktet småag, och familjen halvgräs. Inga underarter finns listade i Catalogue of Life.